# Koala (nápoj)

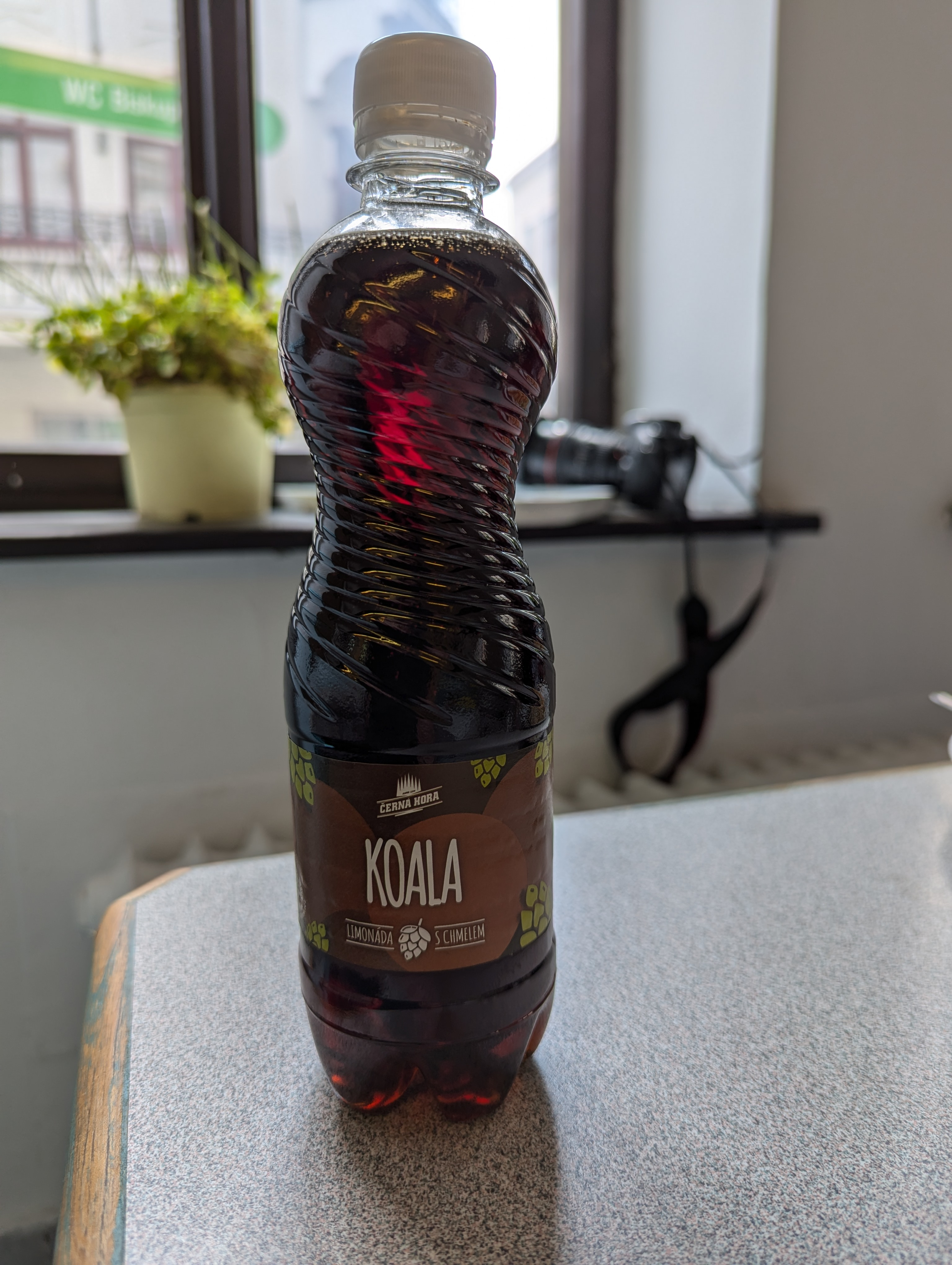

Koala je nealkoholický kolový nápoj sladkokyselé chuti, dochucený chmelem, pocházející z produkce pivovaru Černá Hora. Limonáda je velmi blízce příbuzná s Grenou. Získala i ocenění Zlatá Salima 2004. Je vyrobena z artéské vody, bez použití umělých sladidel.

## Balení
Dodává se v balení 0,33 l nebo 0,5 l (skleněné láhve), 0,5 l nebo 1,5 l (PET láhve) nebo v Keg sudech 30l a 50l.